# Palazzo Pretorio (Pise)
Pour les articles homonymes, voir Palazzo Pretorio.
Le Palazzo Pretorio est situé à Pise, sur le Lungarno Galilei, près de la Logge di Banchi et du Ponte di Mezzo. C'est le siège de la bibliothèque municipale.

## Histoire et description

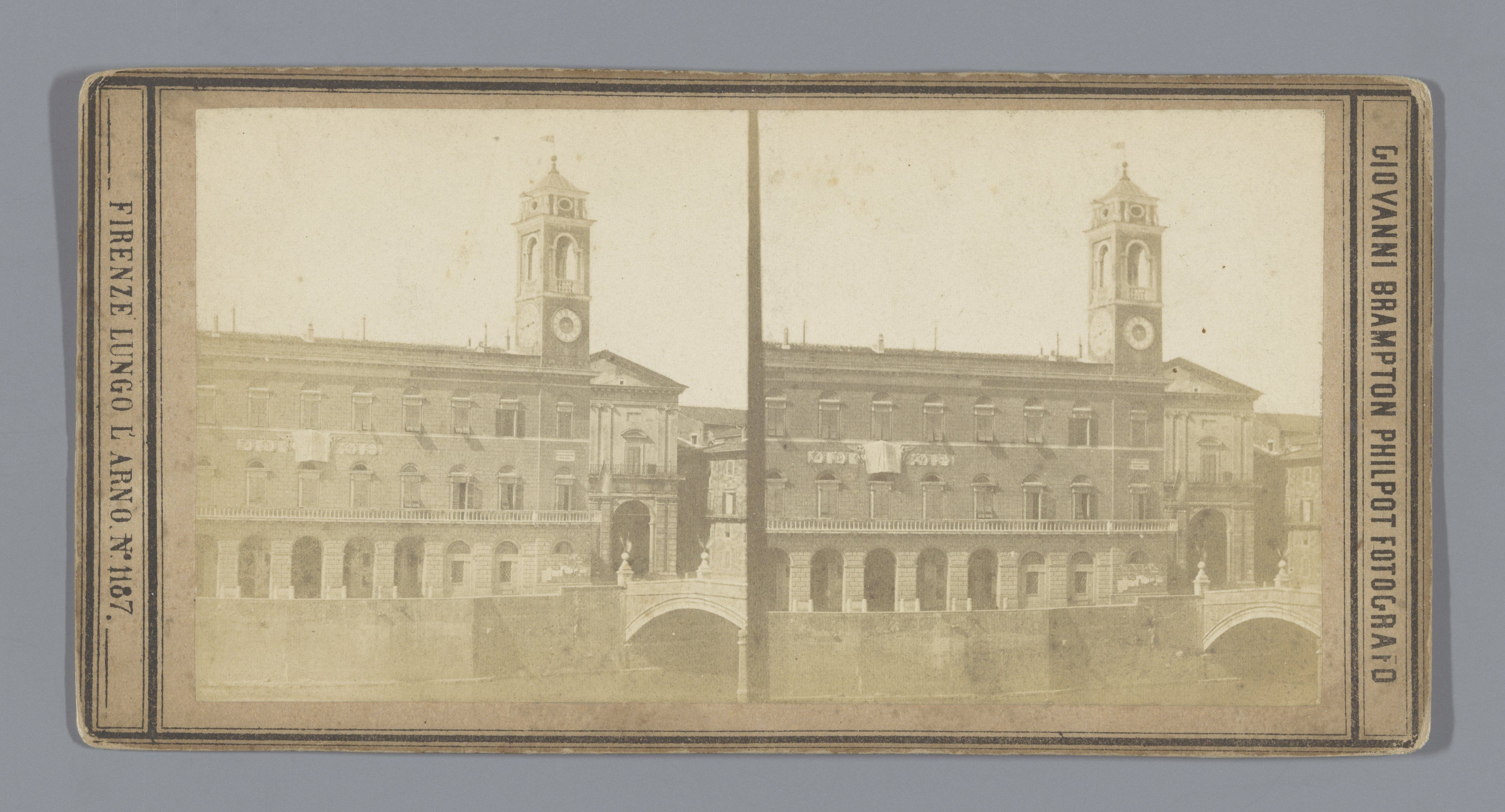
Le palazzo Pretorio tel qu'il apparaissait avant 1870 dans une carte postale stéréographique de John Brampton Philpot

Bâtiment d'origine médiévale, ancien siège du gouverneur, le Palazzo Pretorio a fait l'objet d'un intérêt croissant vers la fin du XVIIIe siècle, lorsque, en vue de moderniser ses structures, il a été décidé de le doter d'une nouvelle tour civique (1785). Devant également accueillir les prisons, l'Auditeur du gouvernement, la chancellerie civile et criminelle, ainsi que l'Académie des beaux-arts, au début du XIXe siècle, un concours a été organisé pour sa rénovation complète, auquel Alessandro Gherardesca, Giuseppe Poschi  et Giuseppe Martelli ont participé. Au départ, le projet de Martelli a prévalu, mais la conception a rapidement été abandonnée au profit du projet moins cher développé par Gherardesca, qui impliquait la création d'une façade de style classique, ouverte vers le centre.
Les travaux ont commencé vers les années 1820, mais en 1826, en raison de la hausse des coûts, l'achèvement des travaux a été confié à Giuseppe Caluri et le chantier a été terminé en 1829.
Une importante restauration eut lieu après le tremblement de terre du 14 août 1846, qui avait mis à mal la solidité de la tour de l'horloge.

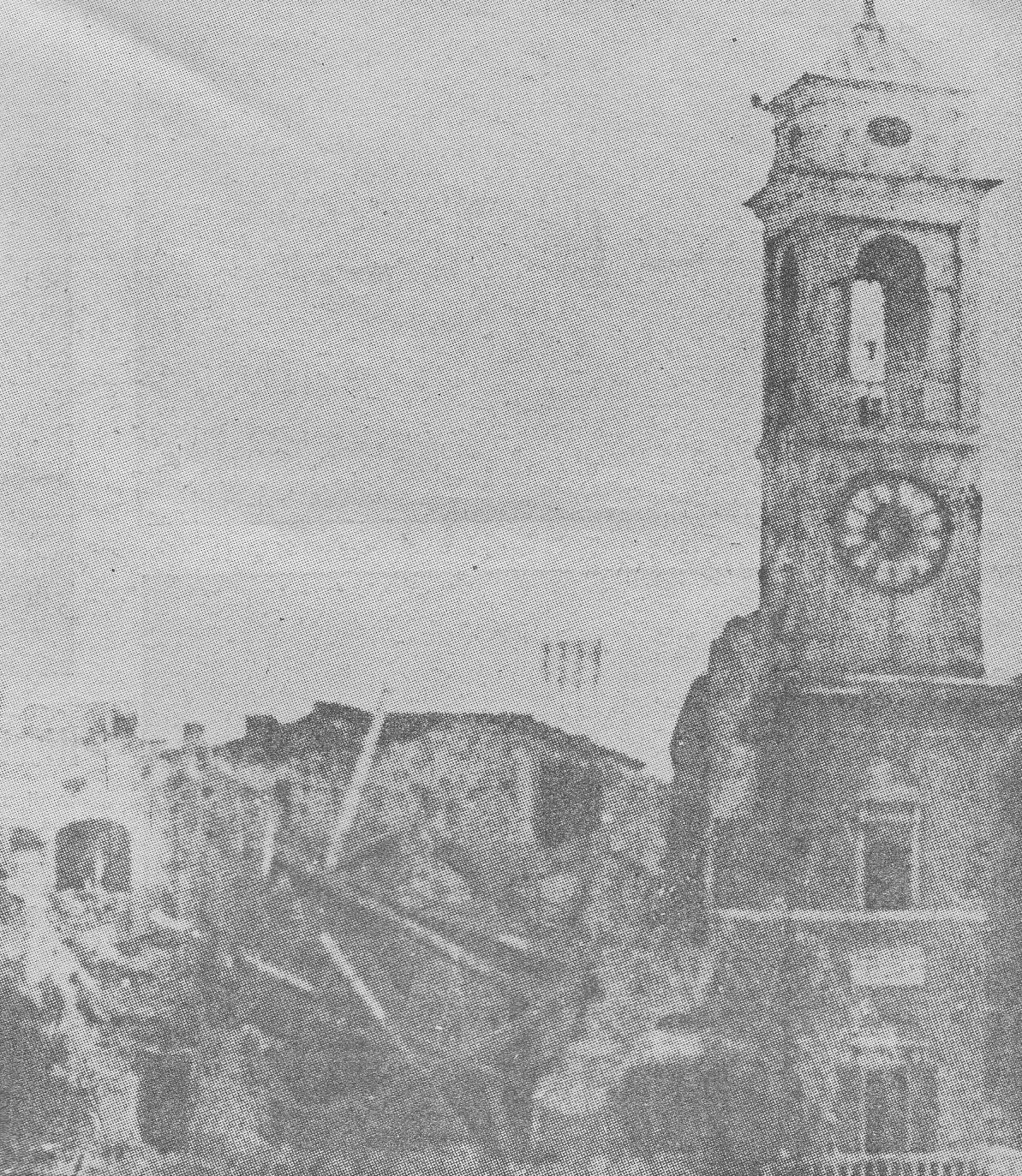
La tour de l'horloge et le Palazzo Pretorio de Pise après les bombardements de 1943-44.

Cependant, l'ensemble de la structure a été gravement endommagé lors des bombardements de la Seconde Guerre mondiale : la partie ouest, ainsi que la tour civique, ont été quasiment rasées. La reconstruction commencée après la guerre a entraîné d'importantes modifications dans le plan de la façade principale, qui a été reconstruite à l'aide de béton armé : le portique a été prolongé sur toute la façade, tandis que la tour de l'horloge a été surélevée avec des différences significatives par rapport à la conception initiale.